# Last Girl on Earth Tour
Tournées par Rihanna
The Good Girl Gone Bad Tour Loud Tour
The Last Girl On Earth est la quatrième tournée de la chanteuse Rihanna soutenant son quatrième album, Rated R ainsi que Loud seulement en Océanie.La tournée de concerts a débuté en Europe à Anvers et s'est terminée en Australie à Perth. La tournée a été annoncée par MTV News en décembre 2009. Ce sont Pixie Lott, Tinchy Stryder, Tinie Tempah ou encore Vitaa qui ont assuré les premières parties en Europe et Ke$ha en Amérique du Nord.

## Premières parties
| - Dj-Daddy K (Anvers) - Vitaa (France) - Pixie Lott (Royaume-Uni) (dates sélectionnées) - Tinchy Stryder (Londres) - Tinie Tempah (dates sélectionnées) - Houston Project (Israël) - Vegas (Grèce) | - Kesha (Amérique du Nord) - Travie McCoy (Amérique du Nord) (dates sélectionnées) - DJ Ross Rosco (Syracuse, New York) - J Brazil (Syracuse, NY) - Calvin Harris (Australie) - Far East Movement (Australie) |

## Dates et lieux des concerts
| Date             | Ville                 | Pays        | Salle                                       |
| ---------------- | --------------------- | ----------- | ------------------------------------------- |
| Europe           |                       |             |                                             |
| 16 avril 2010    | Anvers                | Belgique    | Palais des sports                           |
| 17 avril 2010    | Arnhem                | Pays-Bas    | Gelredome                                   |
| 19 avril 2010    | Zurich                | Suisse      | Hallenstadion                               |
| 20 avril 2010    | Lyon                  | France      | Halle Tony-Garnier                          |
| 21 avril 2010    | Marseille             | France      | Le Dôme                                     |
| 25 avril 2010    | Francfort-sur-le-Main | Allemagne   | Festhalle Frankfurt                         |
| 26 avril 2010    | Oberhausen            | Allemagne   | König Pilsener Arena                        |
| 27 avril 2010    | Genève                | Suisse      | Geneva Arena                                |
| 28 avril 2010    | Paris                 | France      | Palais omnisports de Paris-Bercy            |
| 1er mai 2010     | Hambourg              | Allemagne   | O2 World Hamburg                            |
| 2 mai 2010       | Berlin                | Allemagne   | O2 World                                    |
| 4 mai 2010       | Esch-sur-Alzette      | Luxembourg  | Rockhal                                     |
| 7 mai 2010       | Birmingham            | Royaume-Uni | National Exhibition Centre                  |
| 8 mai 2010       | Liverpool             | Royaume-Uni | Echo Arena                                  |
| 10 mai 2010      | Londres               | Royaume-Uni | The O2                                      |
| 11 mai 2010      | Londres               | Royaume-Uni | The O2                                      |
| 13 mai 2010      | Sheffield             | Royaume-Uni | Sheffield Arena                             |
| 14 mai 2010      | Nottingham            | Royaume-Uni | National Ice Centre                         |
| 16 mai 2010      | Manchester            | Royaume-Uni | Manchester Evening News Arena               |
| 17 mai 2010      | Newcastle Upon Tyne   | Royaume-Uni | Metro Radio Arena                           |
| 19 mai 2010      | Glasgow               | Royaume-Uni | Scottish Exhibition and Conference Centre   |
| 20 mai 2010      | Glasgow               | Royaume-Uni | Scottish Exhibition and Conference Centre   |
| 22 mai 2010      | Dublin                | Irlande     | The O2                                      |
| 23 mai 2010      | Bangor                | Royaume-Uni | Vaynol Estate (festival)                    |
| 24 mai 2010      | Belfast               | Royaume-Uni | SSE Arena                                   |
| 26 mai 2010      | Dublin                | Irlande     | The O2                                      |
| Asie             |                       |             |                                             |
| 30 mai 2010      | Tel Aviv              | Israël      | Stade Bloomfield                            |
| Europe           |                       |             |                                             |
| 1er juin 2010    | Athènes               | Grèce       | Karaiskakis Stadium                         |
| 3 juin 2010      | Istanbul              | Turquie     | Turkcell Kuruçeşme Arena                    |
| 5 juin 2010      | Madrid                | Espagne     | Arganda del Rey (festival)                  |
| 6 juin 2010      | Londres               | Royaume-Uni | Stade de Wembley (festival)                 |
| Amérique du Nord |                       |             |                                             |
| 4 juillet 2010   | Vancouver             | Canada      | General Motors Place                        |
| 5 juillet 2010   | Penticton             | Canada      | South Okanagan Events Centre                |
| 6 juillet 2010   | Calgary               | Canada      | Pengrowth Saddledome                        |
| 9 juillet 2010   | Sacramento            | États-Unis  | ARCO Arena                                  |
| 10 juillet 2010  | Mountain View         | États-Unis  | Shoreline Amphitheatre                      |
| 14 juillet 2010  | Albuquerque           | États-Unis  | Journal Pavilion\|The Pavilion              |
| 17 juillet 2010  | Las Vegas             | États-Unis  | Mandalay Bay Events Center                  |
| 18 juillet 2010  | Anaheim               | États-Unis  | Honda Center                                |
| 21 juillet 2010  | Los Angeles           | États-Unis  | Staples Center                              |
| 22 juillet 2010  | Tucson                | États-Unis  | AVA Amphitheater                            |
| 24 juillet 2010  | Laredo                | États-Unis  | Laredo Energy Arena                         |
| 25 juillet 2010  | San Antonio           | États-Unis  | AT&T Center                                 |
| 30 juillet 2010  | Tampa                 | États-Unis  | Ford Amphitheatre                           |
| 31 juillet 2010  | Miami                 | États-Unis  | American Airlines Arena                     |
| 3 août 2010      | Noblesville           | États-Unis  | Verizon Wireless Music Center               |
| 5 août 2010      | Toronto               | Canada      | Molson Amphitheatre                         |
| 7 août 2010      | Montréal              | Canada      | Centre Bell                                 |
| 8 août 2010      | Mansfield             | États-Unis  | Comcast Center (en)                         |
| 11 août 2010     | Uncasville            | États-Unis  | Mohegan Sun Arena                           |
| 12 août 2010     | New York              | États-Unis  | Madison Square Garden                       |
| 14 août 2010     | Atlantic City         | États-Unis  | Borgata Events Center                       |
| 15 août 2010     | Wantagh               | États-Unis  | Nikon at Jones Beach Theater                |
| 18 août 2010     | Camden                | États-Unis  | Susquehanna Bank Center                     |
| 20 août 2010     | Bristow               | États-Unis  | Jiffy Lube Live                             |
| 21 août 2010     | Hershey               | États-Unis  | Star Pavilion                               |
| 22 août 2010     | Clarkston             | États-Unis  | DTE Energy Music Theatre                    |
| 25 août 2010     | Chicago               | États-Unis  | United Center                               |
| 28 août 2010     | Syracuse              | États-Unis  | Great New York State Fair (festival)        |
| Océanie          |                       |             |                                             |
| 25 février 2011  | Brisbane              | Australie   | Brisbane Entertainment Center               |
| 26 février 2011  | Queensland            | Australie   | Gold Coast Convention and Exhibition Center |
| 28 février 2011  | Newcastle             | Australie   | Newcastle Entertainment Center              |
| 4 mars 2011      | Sydney                | Australie   | Acer Arena                                  |
| 5 mars 2011      | Sydney                | Australie   | Acer Arena                                  |
| 7 mars 2011      | Melbourne             | Australie   | Rod Laver Arena                             |
| 8 mars 2011      | Melbourne             | Australie   | Rod Laver Arena                             |
| 10 mars 2011     | Adélaïde              | Australie   | Adelaide Entertainment Center               |
| 12 mars 2011     | Perth                 | Australie   | Burswood Dome                               |

Concerts annulés:
| Date            | Ville            | Pays       | Salle                         | Raison                                       |
| --------------- | ---------------- | ---------- | ----------------------------- | -------------------------------------------- |
| 2 juillet 2010  | Auburn           | États-Unis | White River Amphitheatre      | Annulé                                       |
| 12 juillet 2010 | West Valley City | États-Unis | USANA Amphitheatre            | Annulé                                       |
| 15 juillet 2010 | Greenwood        | États-Unis | Comfort Dental Amphitheatre   | Annulé                                       |
| 22 juillet 2010 | Phoenix          | États-Unis | Cricket Wireless Pavilion     | Date reporté à Tucson au AVA Amphitheater    |
| 24 juillet 2010 | Dallas           | États-Unis | Gexa Energy Pavilion          | Date reporté à Laredo au Laredo Energy Arena |
| 28 juillet 2010 | Atlanta          | États-Unis | Philips Arena                 | Annulé                                       |
| 3 août 2010     | Noblesville      | États-Unis | Verizon Wireless Music Center | Annulé                                       |